# Tantale fils de Zeus
Pour les articles homonymes, voir Tantale.
Dans la mythologie grecque, Tantale (en grec ancien : Τάνταλος / Tántalos) est un mortel, ami des dieux. Fils de Zeus, et de la nymphe Ploutô, il est roi de Phrygie. Certaines traditions en font le fils de Tmolos et d'Omphale, et un roi de Lydie,. Il est l'époux de Dioné, fille d'Atlas, et le père de Pélops, de Niobé et de Brotéas.
Pour avoir offensé les dieux, ceux-ci le châtient en le condamnant au supplice. Plusieurs versions de la faute commise par Tantale et de son châtiment sont connues. 
Le supplice de Tantale décrit une situation précise où l’on présente à un individu affamé de la nourriture pour la lui retirer au moment où il pense pouvoir enfin assouvir sa faim. 
Par antonomase, un tantale est une personne qui désire ardemment quelque chose qui lui est inaccessible.

## Mythe

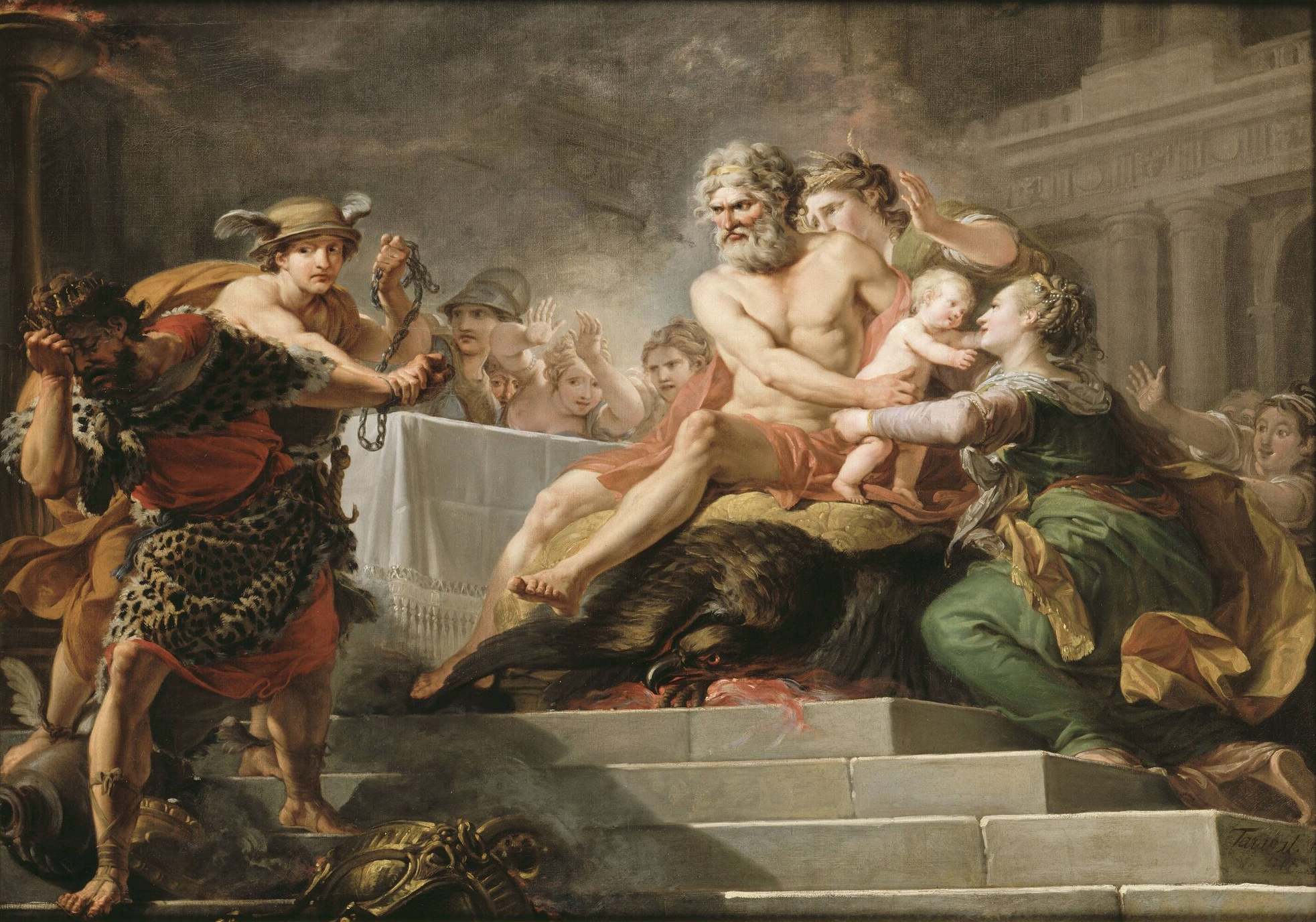
Le repas de Tantale, peinture de Hugues Taraval, 1767, château de Versailles.

Les dieux honoraient Tantale de leur amitié et le recevaient à leur table divine. Mais il trahit leur amitié, de diverses manières et en recevant divers chatîments selon les auteurs.
Une première version de l'histoire fait du crime de Tantale un vol de mets divins, du nectar et de l'ambroisie, pour l'offrir à des mortels. C'est la version d'un scholiaste anonyme de l'Odyssée, d'après lequel Tantale, qui passait son temps à banqueter avec de jeunes gens de son âge, aurait dérobé du nectar et de l'ambroisie pour en donner à ses compagnons. Zeus l'aurait alors chassé du banquet divin, l'aurait suspendu à une haute montagne, attaché par les mains, puis aurait renversé le mont Sipyle sur l'endroit où il avait été enseveli. Ce scholiaste, attribue cette version de l'histoire de Tantale à Asclépiade de Tragilos. Pindare reprend cette version d'après laquelle Tantale aurait volé du nectar et de l'ambroisie pour donner ces mets divins aux mortels : les dieux l'auraient alors puni en plaçant au-dessus de sa tête un énorme rocher en équilibre instable, menaçant de tomber à tout moment.
Une seconde version de l'histoire fait également de Tantale un voleur mais change l'objet du vol et ajoute une accusation de mensonge. D'après une scholie de l’Odyssée, Pandarée aurait dérobé dans un sanctuaire de Zeus, en Crète, un chien animé en or fabriqué par Héphaïstos et l'aurait confié en dépôt à Tantale. Zeus et Hermès l'auraient réclamé à Tantale qui leur aurait juré ne pas l'avoir. Zeus aurait retourné sur Tantale le mont Sipyle. Une autre scholie de l'Odyssée présente une version similaire qui s'achève ainsi : Zeus aurait ordonné à Hermès de rechercher l'automate ; arrivé chez Tantale, Hermès l'aurait interrogé ; Tantale aurait juré, par Zeus et les autres dieux, n'être au courant de rien ; mais Hermès aurait découvert l'automate chez Tantale. Antoninus Liberalis présente une version similaire. 
Une troisième version de l'histoire fait du crime de Tantale une indiscrétion. Selon Diodore de Sicile, Tantale, que les dieux admettaient à leur table commune et à leurs entretiens intimes, aurait révélé aux mortels des secrets divins. Il en est de même pour Hygin qui précise que les dieux punirent Tantale en le condamnant à rester debout, le corps à demi plongé dans l'eau, tenaillé par la faim et la soif, tout en étant menacé de la chute du rocher.

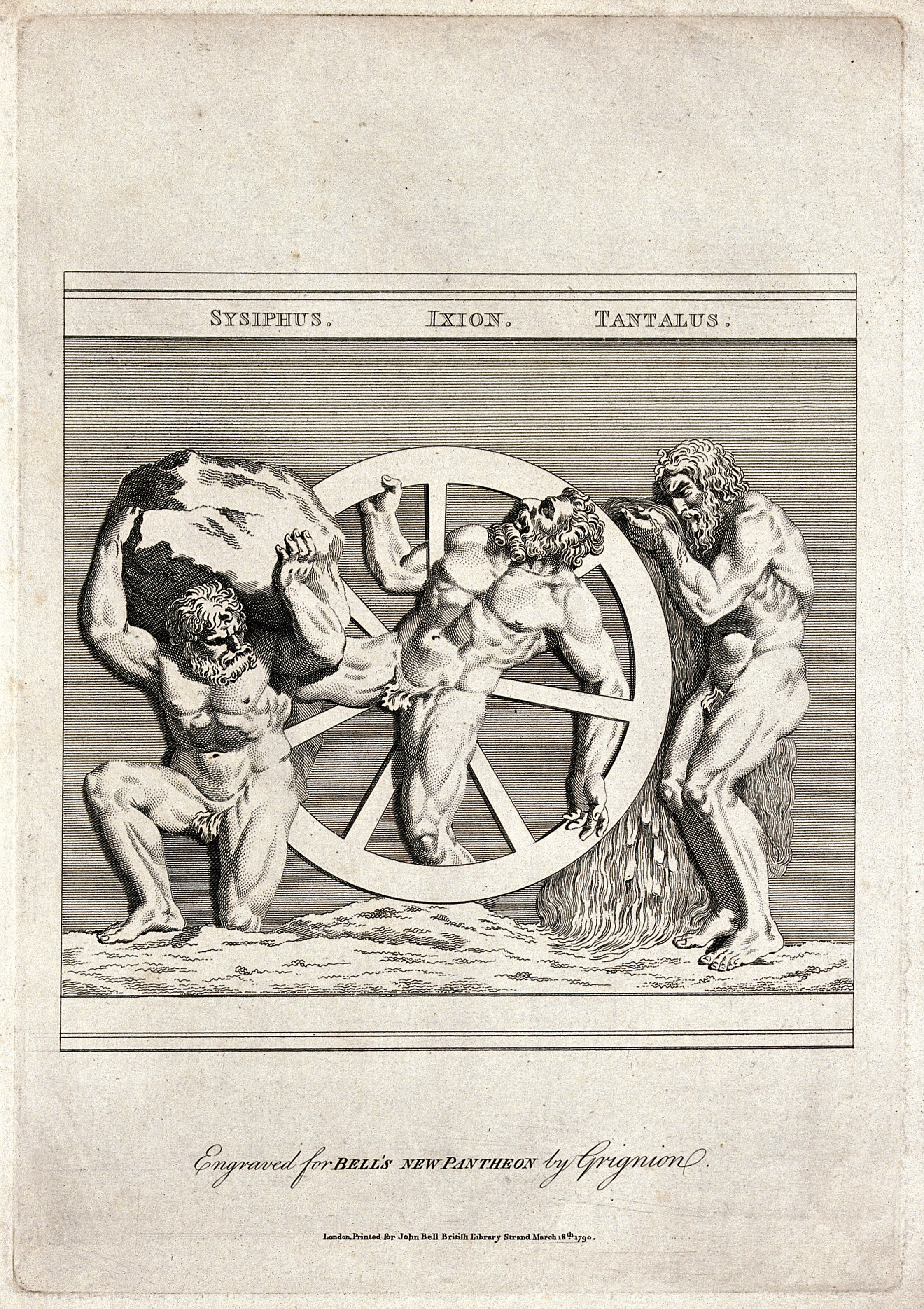
Sisyphe, Ixion et Tantale. Gravure de Charles Grignion, 1790.

Enfin, selon une quatrième version de l'histoire, Tantale est l'auteur d'un crime d'infanticide et de cannibalisme. Selon Ovide, lors d'un banquet, Tantale servit aux dieux la chair de son propre fils, Pélops, pour éprouver leur omniscience. Les dieux reconnurent immédiatement la nature humaine de la chair, sauf Déméter qui, préoccupée, avala un morceau de l’épaule. Zeus fit aussitôt placer les restes de Pélops dans un chaudron et ordonna à Hermès de ramener l'enfant des Enfers et de remplacer son épaule par un morceau d'ivoire. Dans une variante de cette version, Clotho, la moire tisseuse du fil de la vie, vient en aide à Hermès pour le ramener à la vie, tandis que son épaule est remplacée par un bloc d'ivoire. 
Les dieux punirent Tantale d'une condamnation qui deviendra le célèbre « supplice de Tantale » : passer l'éternité dans le Tartare à souffrir un triple supplice : Homère dans l’Odyssée et Télès dans ses diatribes racontent que Tantale est placé au milieu d’un fleuve et sous des arbres fruitiers, mais le cours du fleuve s'assèche quand il se penche pour en boire, et le vent éloigne les branches de l'arbre quand il tend la main pour en attraper les fruits.
Selon Pausanias, Tantale fut enterré au pied de la ville du mont Sipylos.

## Interprétations
Le cannibalisme est un mode de sacrifice largement attesté. Le sacrifice du premier fils du chef l'est aussi, mais on peut supposer que, même admis et considéré comme nécessaire, ce sacrifice reste un crève-cœur aussi bien pour le proposant (son père) que pour les autres membres de la communauté. Enfin, les sacrifices sont toujours dangereux, surtout pour l'officiant. C'est lui qui portera le poids du malheur si le résultat escompté n'est pas obtenu. On peut supposer que le sacrifice prévu ait mal tourné ; les participants ont refusé le sacrifice et considéré que c'est le père qui commettait une faute en proposant son fils. Et Tantale n'a sans doute pas montré suffisamment de compassion à l'égard de ce fils, ni d'intelligence pour trouver un bouc émissaire. Le mythe marque certainement pour l’histoire en Grèce antique, sinon la fin des sacrifices humains, du moins leur raréfaction en raison d'un caractère abominable reconnu. Seule une demande explicite des dieux justifiera désormais ce rite. Le fait que Déméter ait toutefois mangé pourrait avoir un rapport au culte qui lui était voué par les mystères d'Éleusis, donc aux sacrifices liés au retour du printemps et à la moisson.[réf. nécessaire]

### Tantale chez Xénophon
Xénophon représente Tantale aux Enfers comme quelqu’un sans cesse tourmenté par la peur de mourir une fois supplémentaire.

### Tantale chez Platon
Platon dans son dialogue intitulé Gorgias remarque que l’on ne retrouve que des criminels et meurtriers puissants dans le Tartare, et donne pour supplice à Tantale un rocher qui menace sans cesse de l’écraser : Socrate fait dériver le nom même de Tantale du mot Tántalos qui signifie « balancé » en grec ancien. Un rapprochement avec τάλας / tálas, « malheureux », est une étymologie populaire présente dans Cratyle de Platon.

## Dans la culture populaire
- Tantale est un personnage dans le tome 2 de la saga de Fantasy Percy Jackson. Il présente une version de son mythe où il aurait été banni de l'Olympe pour avoir tenté de voler de l'ambroisie et du nectar et a servi ses enfants en repas aux Olympiens pour se venger de leur ingratitude[28].

### Sources
- Antoninus Liberalis, Métamorphoses [détail des éditions] (XXXVI).
- Pseudo-Apollodore, Bibliothèque [détail des éditions] [lire en ligne] (III, 5, 6), Épitome [détail des éditions] [lire en ligne] (II, 1).
- Diodore de Sicile, Bibliothèque historique [détail des éditions] [lire en ligne] (IV, 74).
- Euripide, Oreste [détail des éditions] [lire en ligne] (v. 12-16), Iphigénie à Aulis [détail des éditions] [lire en ligne] (v. 1148).
- Homère, Odyssée [détail des éditions] [lire en ligne] (XI, 582-591).
- Hygin, Fables [détail des éditions] [(la) lire en ligne] (LXXXII ; LXXXIII ; CLV).
- Ovide, Métamorphoses [détail des éditions] [lire en ligne] (IV, 458-459 ; VI, 172-176 et 403-411).
- Pausanias, Description de la Grèce [détail des éditions] [lire en ligne] (II, 22 ; III, 22).
- Pindare, Odes [détail des éditions] (lire en ligne) (Olympiques, I, 55-60 = v. 86-102).